# Габе, Руфин Михайлович
Руфи́н (Руви́м) Миха́йлович Га́бе (декабрь 1875, Вильна — 24 февраля 1939) — русский архитектор, график, исследователь народного зодчества, профессор.

## Биография

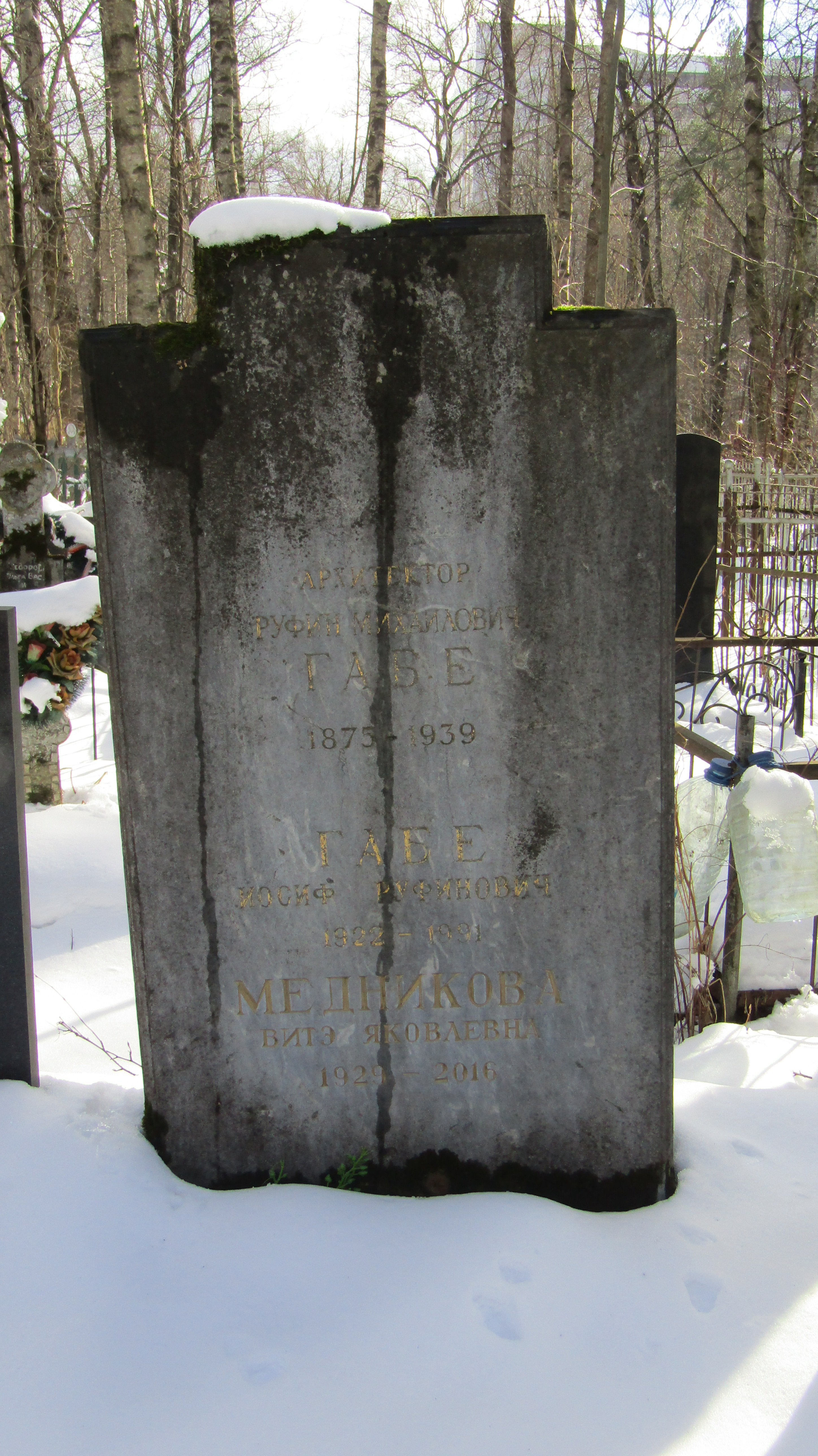
Могила Габе Р.М. Серафимовское кладбище, Санкт-Петербург.

Руфин Михайлович (Рувин Михелевич) Габе родился в семье Михеля Яковлевича Габе (1842—1908), который был уроженцем Виленской губернии, но работал в Санкт-Петербурге, где был резчиком штемпелей (с 1870 года), мастером (с 1885 года) медальерного отделения Санкт-Петербургского монетного ведомства. Он гравировал многие памятные медали России. Свои работы Михель Яковлевич метил «М. Габе».
Не ранее 1894 года получил разрешение поселиться в Санкт-Петербурге. Учился в институте гражданских инженеров, который окончил в 1902 году. В 1908 году окончил археологическое отделение Санкт-Петербургского университета.
Преподавал в школе десятников и на Высших Женских политехнических курсах, профессор кафедры памятников архитектуры с 1918 года.
В 1916 году выиграл конкурс на проекты вокзальных и других путейских сооружений для строящейся Мурманской железной дороги.
В 1920—1930 годы исследовал русское деревянное зодчество Заонежья, принимал участие в этнографических экспедициях в Карелии. 
В 1926—1927 годах участвовал в экспедициях на территории Кингисеппского уезда (с 1927 г. — район), изучая памятники народной архитектуры прибалтийско-финского населения (ижора, водь, ингерманландцы).
Похоронен на Серафимовском кладбище Санкт-Петербурга.

## Семья
- Жена — Лия Иосифовна (Осиповна) Габе (?—1956), врач[9][10].
  - Сыновья — Михаил Рувимович Габе (1917—1984), скульптор, художник; Иосиф Рувимович Габе (1922—1991), инженер-радиотехник, изобретатель[11].
  - Дочери — Дина Руфиновна (Рувимовна) Габе (1912—1982), микробиолог; Мира Руфимовна Габе (1914—1984), художник-график.
- Внук — Даниил Михайлович Габе (род. 1972), журналист, поэт[12][13]. Правнуки — София Данииловна Габе (род. 2000), химик-технолог; Руфь Данииловна Габе (род. 2002).
- Племянница — Тамара Григорьевна Габбе, детская писательница.

## Проекты
Санкт-Петербург
- 11-я линия, д. № 60 — доходный дом. 1910
- Набережная Карповки, д. № 30/улица Всеволода Вишневского, д. № 15 — доходный дом К. Г. Чубакова. 1911—1912
- Чкаловский проспект, д. № 58 — доходный дом К. Г. Чубакова. 1913
- Полозова улица, д. № 3 — доходный дом. 1913. (Надстроен)
- Улица Воскова, д. № 6 — доходный дом. 1914 (?)

Медвежья гора (Медвежьегорск)
- Деревянное здание вокзала (функционирует до сих пор) — 1916

Сорока (Беломорск)
- Здание вокзала

## Иллюстрации
| - Интерьер ижорской избы. Акварель Р. М. Габе. 1926 г. | - Каменный двор в деревне Липово. Акварель Р. М. Габе. 1926 г. | - Вокзал в Медвежьегорске | - Вокзал в Беломорске |